# Apollinari Vasnetsov
Apollinari Mikhailovitch Vasnetsov (em russo: Аполлинарий Михайлович Васнецов; 25 de julho (06 de agosto NS) de 1856, na aldeia de Riabovo, Vyatka Governorate - 23 de janeiro de 1933, em Moscou) foi um pintor russo e artista gráfico cujo irmão mais velho era o mais famoso Viktor Vasnetsov. Ele se especializou em cenas da história medieval de Moscou. Vasnetsov era um pintor e artista gráfico. Ele não recebeu uma educação artística formal. Ele estudou com seu irmão mais velho Viktor Vasnetsov, o famoso pintor russo. A partir de 1883, ele e seu irmão viveu e trabalhou em Abramtsevo onde ele caiu sob a influência de Vasily Polenov. Em 1898-1899, ele viajou por toda a Europa. Além de paisagens épicas da natureza russa, Apollinari Vasnetsov criou seu próprio gênero de reconstrução histórica paisagem com base em dados históricos e arqueológicos. Suas pinturas apresentar uma imagem visual da cidade de Moscou em Medieval. Ele era um membro da Associação de viajar Itinerantes (Peredvijniki) a partir de 1899, e um acadêmico de 1900. Ele se tornou um dos fundadores e supervisores da Mir Iskusstva.

## Início da vida
O pintor Vasnetsov tinha três irmãos, dois era mais novo, e o irmão mais velho era o Viktor Vasnetsov. A única irmã morreu quando tinha quatro meses de idade.
Pai desempenhou um papel importante na criação e educação de seus filhos. Ele os ensinou a amar a natureza, disse muito sobre pássaros e animais.
A morte de seu pai em 1870 foi para ele um golpe terrível.

## Caucasuse aUral
Em 1890 Ele fez uma viagem através do Norte de Império Russo. Belos pontos turísticos da Sibéria e dos Urais foram agarrados por Apollinari Vasnetsov no grande número de suas telas:
- Forest on the mount of Blagodat, Mid Urals (1890)
- Taiga em Ural (1890)Boreal forest in the Urals mountaing by Vasnetsov Appolinary

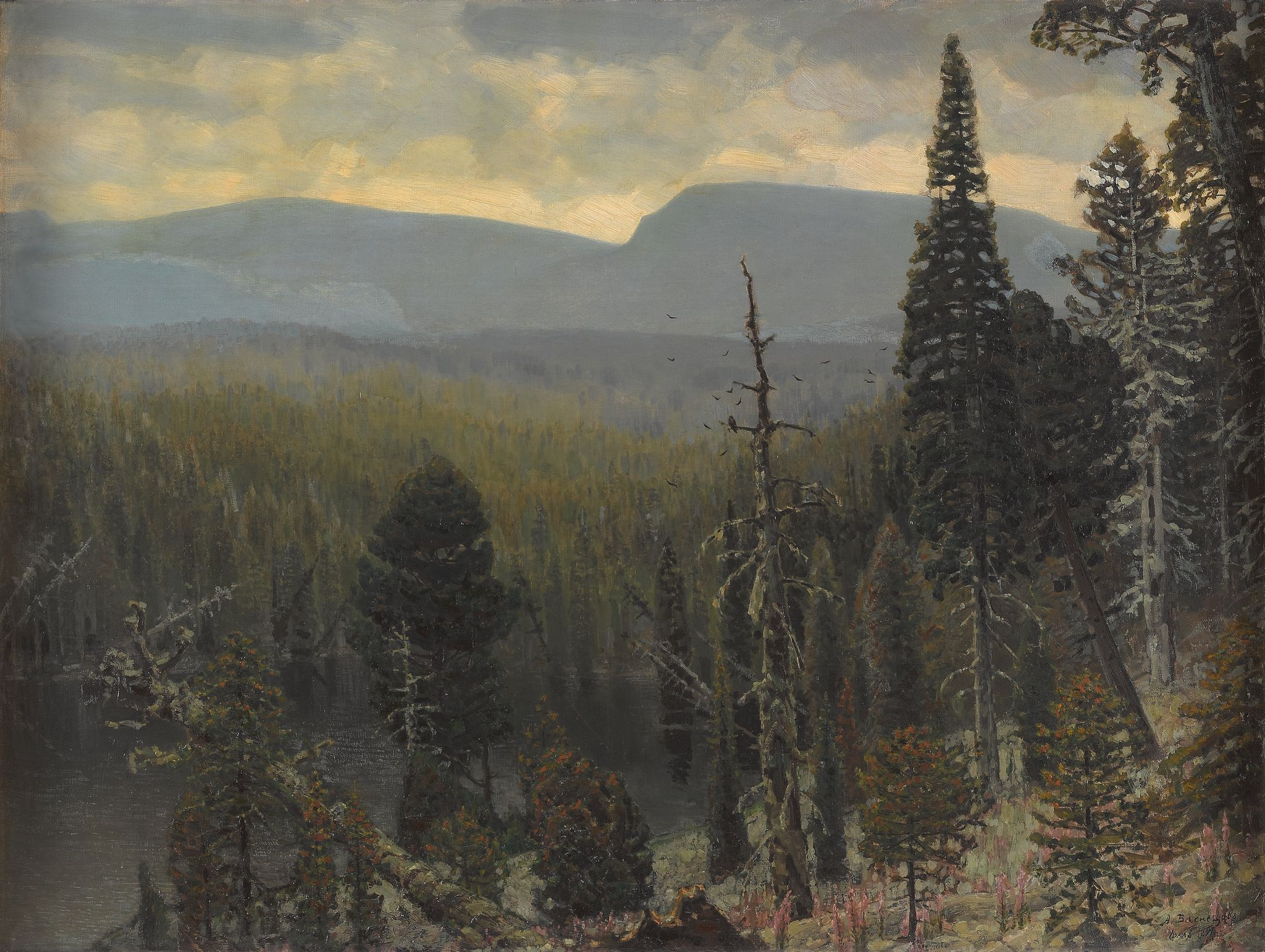
Boreal forest in the Urals mountaing by Vasnetsov Appolinary

- Mountain lake em Ural (1892) Kama by Vasnetsov Appolinary
- Steppes of Orenburg (1895)
- "Koma" (1895)

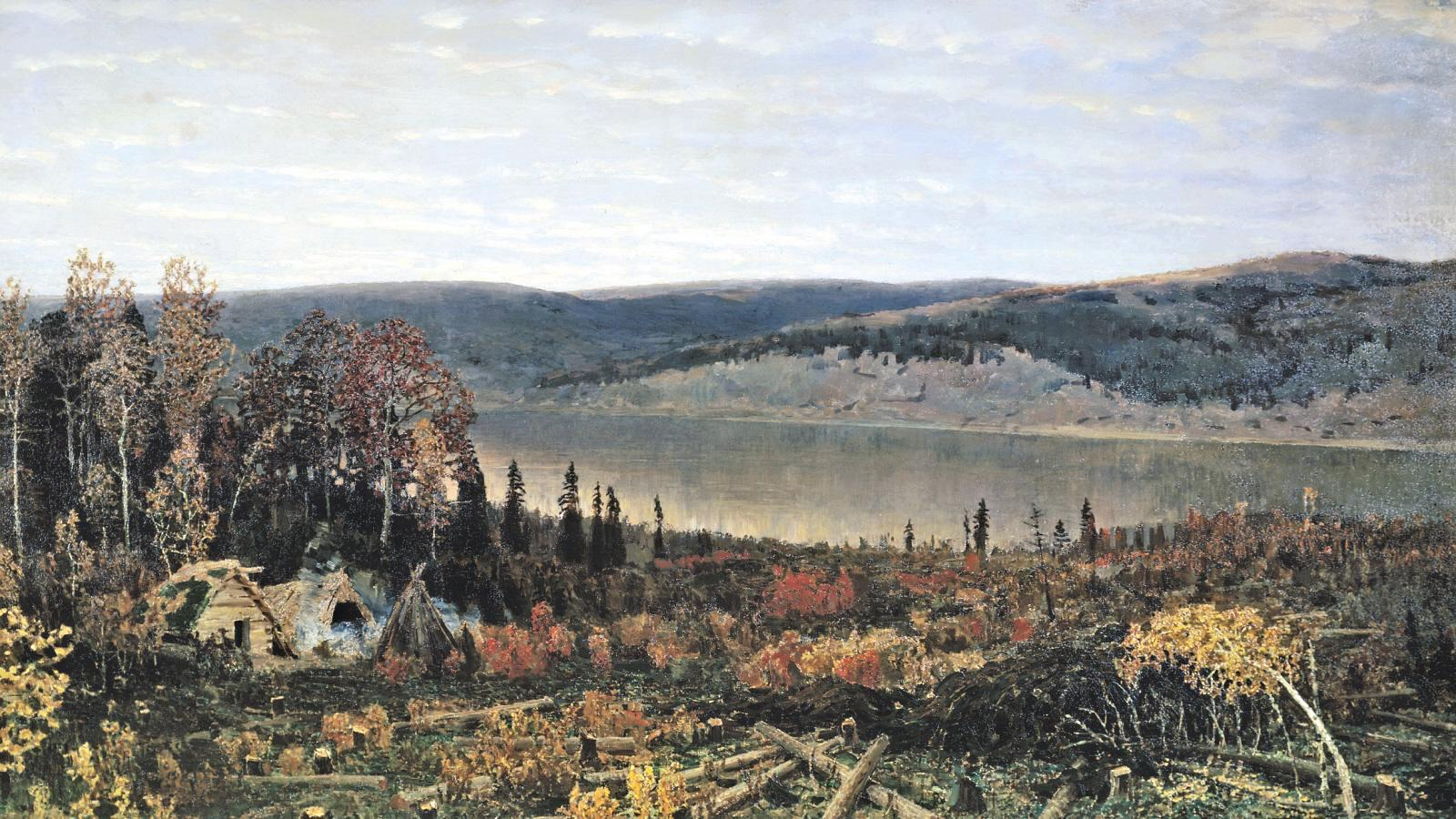
Kama by Vasnetsov Appolinary

Em 1895 Vasnetsov foi para o Cáucaso. Ele ficou muito impressionado com a beleza do cáucaso hoary mountains.He subiu em cima da geleira de Elbrus, visitou Tiflis e vivia em Darial Gorge.
Ele criou um grande número de seu esboço e durante este período:
- View on Elbrus from Bermomut (1895)
- Red Cliffs in Kislovodsk (1896)
- Elbrus  before sunrise (1897)
- Darial (1897)

Em 1890 Ele fez uma viagem através de Europa, visitar França e Itália, onde estudou as obras de mestres famosos.
No início de 1920 o Comité de Arqueologia (a predesseror da Comunidade de Poupança de Monumentos Art) convidou Apollinari Vasnetsov e alguns outros pintores (entre eles era Vikentii Trofimov) para desenhar velhos lugares de Voronej.
A menor planeta 3586 Vasnetsov, descoberta por Soviética. Astrônomo Liudmila Juravliova em 1978 é nomeado após Viktor Vasnetsov e Apollinari Vasnetsov 

## Galeria

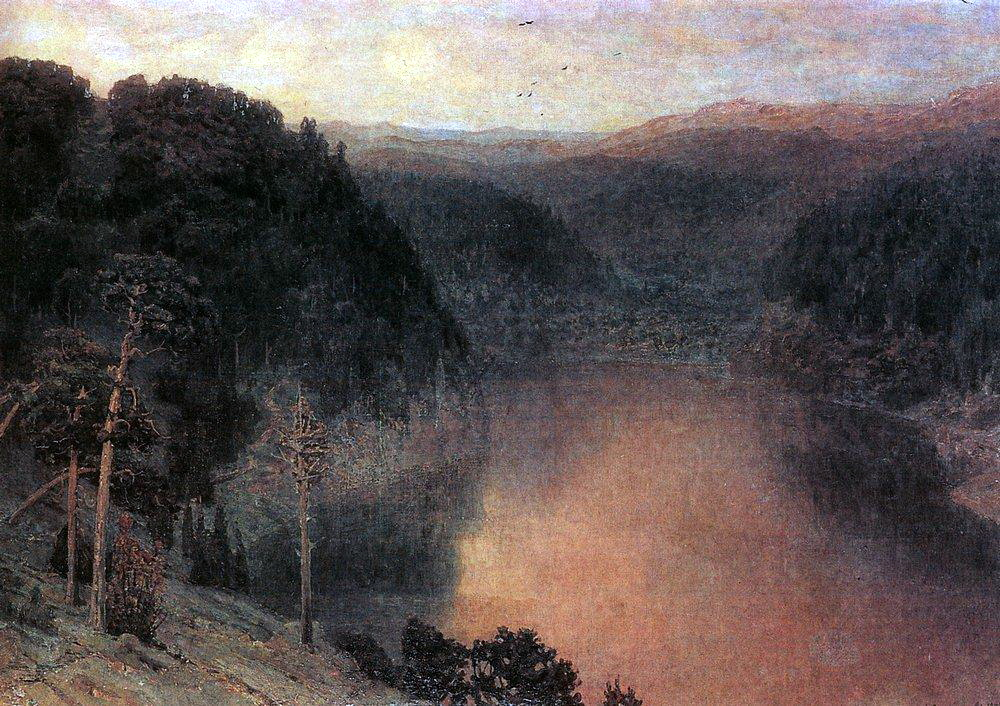
Mountaing lake by Vasnetsov Appolinary, 1892
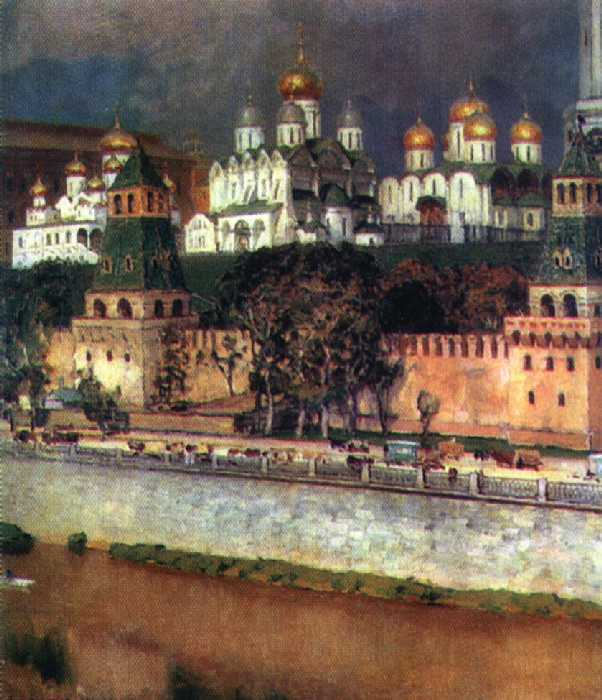
Kremlin, 1892
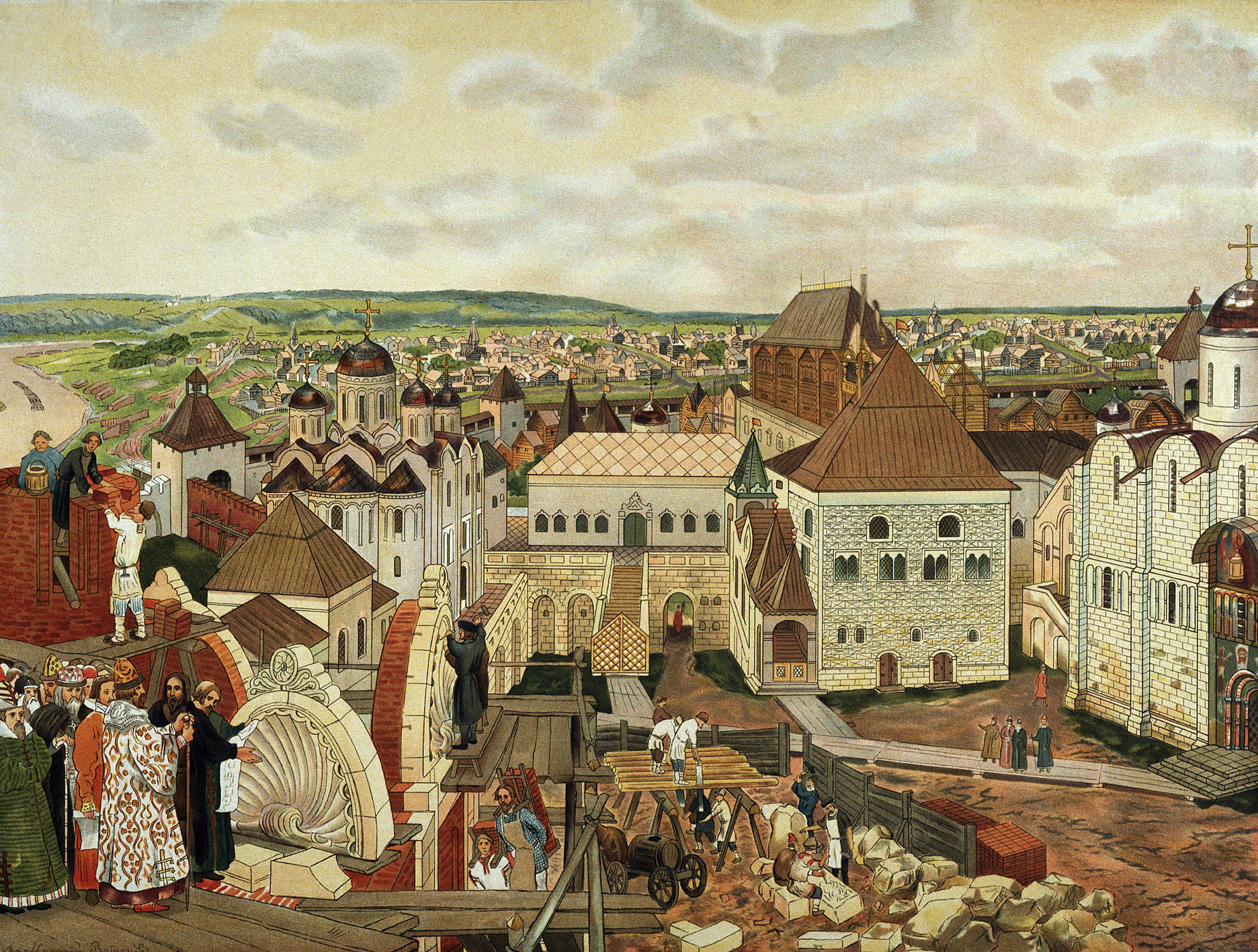
In the Moscow Kremlin
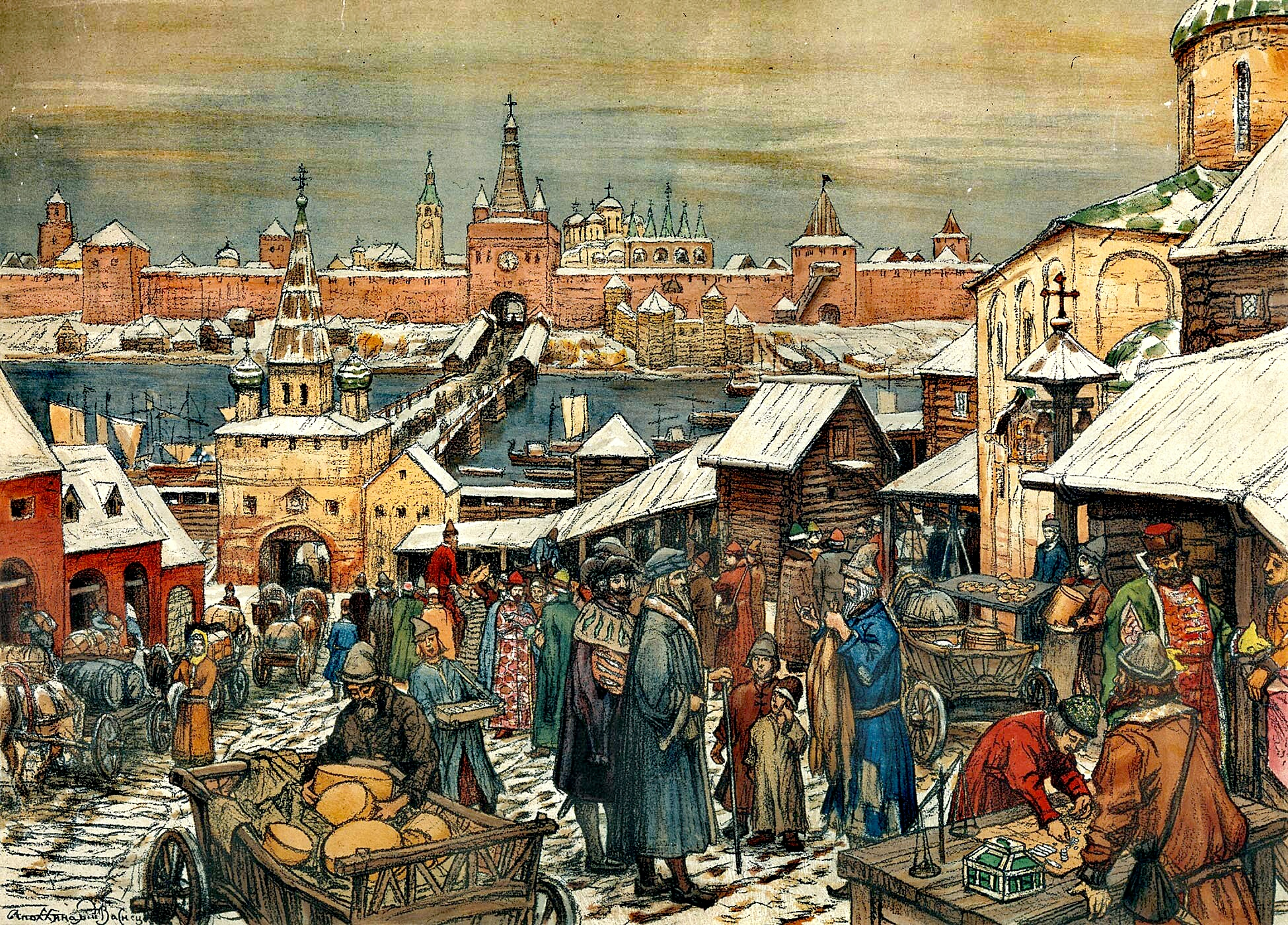
Novgorod marketplace